# Strój warmiński

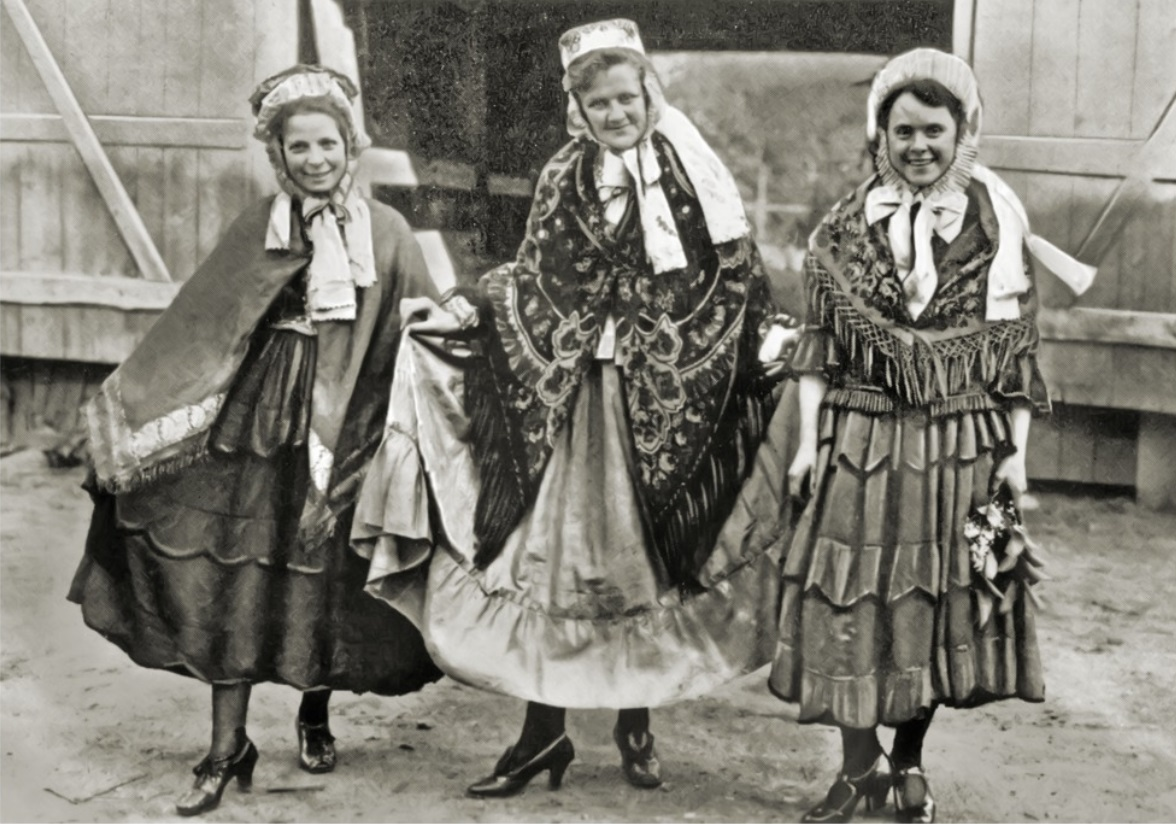
Warmińskie kobiety w tradycyjnych strojach (lata 20. XX wieku).

Strój warmiński – strój ludowy noszony na terenie Warmii. Jego tradycyjna forma zanikła już pod koniec XIX wieku. Dłużej używały go kobiety, natomiast strój męski został prawie zupełnie zapomniany. Zachowane do czasów współczesnych źródła pisane, ikonografia i nieliczne eksponaty pozwalają opisać go tylko bardzo ogólnie.
Tradycyjny warmiński strój ludowy wykazuje wiele wspólnych elementów dla regionów północnej Polski – najważniejszym wspólnym elementem była męska sukmana. Strój warmiński stanowił niejako pomost pomiędzy zachodem a wschodem, pomiędzy strojem kaszubskim a litewskim.
Dawny strój warmiński jako „rekwizyt” był noszony do 1945 roku przez zespoły artystyczne Związku Polaków w Niemczech.

## Wygląd

### Strój kobiecy
W stroju kobiecym najbardziej wyróżniającym się elementem garderoby był czepek, nazywany w tym regionie twardą mycką. Był on zakładany tylko w dni świąteczne, a na co dzień zakrywano głowy białymi, płóciennymi chustkami. Zimą płótno zastępowano czarną wełną. Najprostsze chustki szyto z białego samodziału płóciennego, zaś chusty świąteczne były najczęściej w kolorze czarnym, a za zdobienia służyły drobne szlaczki z motywem kwiatowym. Białe chusty świąteczne dekorowano koronką. Do czepka zakładano także chusty tureckie. Na zimę przeznaczone były duże chusty w kratę, które zakrywały głowę i całe ramiona.  

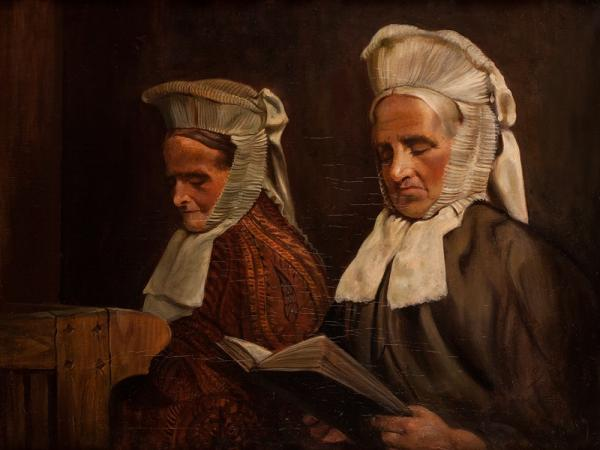
Warmianki w czepcach na obrazie Hedwig Neuhof z ok. 1900 r.

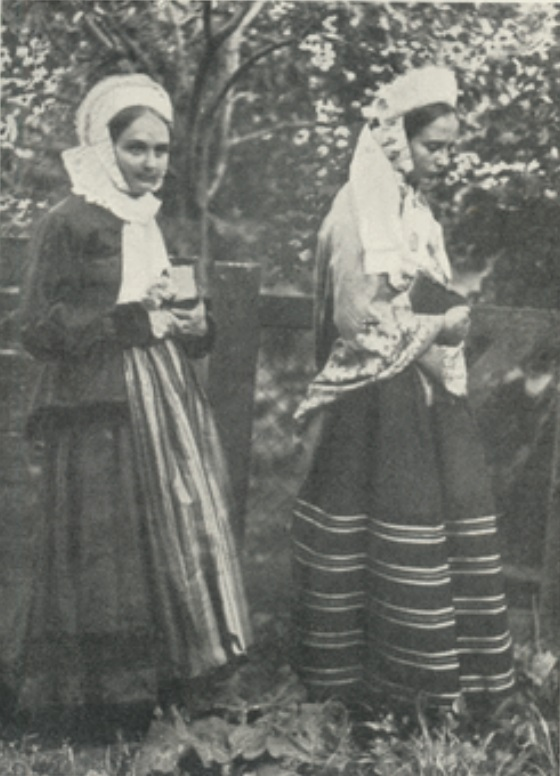
Warmianki w stroju niedzielnym, ok. 1920 r.

Kobiece koszule miały krój przyramkowy z wykładanym kołnierzykiem. Przednia część była rozcięta i posiadała zapięcia z guzików. Rękawy były gładkie, zakończone mankietami z guziczkiem. Mankiety i kołnierzyk ozdabiano stebnówką. Podstawowym materiałem używanym do szycia koszul był lniany samodział. Spódnice, które nazywano kitlami, były marszczone, a zapięcie miały umieszczone z tyłu. Starszy typ ich kroju wykorzystywał cztery płaty materiału, a całkowity obwód spódnicy sięgał trzech metrów. Dolną część kitla ozdabiano jedną lub dwiema falbankami, a krawędzie ich dodatkowo obszywano czarnym jedwabiem bądź satyną. Zamiast falbanek doszywano też proste zdobienia z czarnej tasiemki lub aksamitki. Nowszy typ kitla wzorował się na modzie miejskiej. W górnej części spódnicy wszywano pasek, rozporek umieszczano z boku, a dół kitla ozdabiano tasiemkami lub aksamitkami. Do szycia kitli wykorzystywano gładkie, czerwone tkaniny. Najczęściej łączono ze sobą czerwony z niebieskim, brązowy z zielonym oraz czerwień z brązem i niebieskim. Młode dziewczęta zakładały także suknie, szyte przeważnie z jednokolorowych materiałów. 
Stanik był samodzielną częścią garderoby – szyto go z sześciu kawałków materiału i dopasowywano do figury za pomocą zaszewek. W dni świąteczne wszystkie mężatki ubierały kabat, czyli rodzaj okrycia wierzchniego. Szew na plecach przechodził przez sam środek, a żeby dopasować kabat do figury stosowano zaokrąglenia na szwach bocznych. Rękawy kabata były raczej dopasowane i składały się z dwóch części, a przy ich wszywaniu nie stosowano żadnych marszczeń. Kabaty były przy szyi wykończone stojącym kołnierzykiem, a całość zapinano na guziki. W droższych kabatach stosowano guziki z bursztynu, w tych zwyklejszych guziki były z rogu albo drewna. 
Zapaski do strojów odświętnych nosiły jedynie młode dziewczęta i były szyte z dużego kawałka materiału, najczęściej samodziałowego lnu. Warmińskie zapaski przeważnie były ozdobione pasiastymi wzorami. Boki zapasek przystrajano skośnymi falbankami albo doszywano szydełkowe koronki. Niezamężne dziewczęta nosiły na co dzień zapaski w kolorze białym, a wymiary panieńskich zapasek były dużo mniejsze. Za codzienne obuwie kobiece w domu służyły pantofle ze skóry, filcu lub szmat, a do pracy w polu lub zagrodzie zakładano korki. Na święta zakładano czarne sznurowane trzewiki z wysoką cholewką.

### Strój męski
Tradycyjnym męskim okryciem głowy był kapelusz z filcu, o niskiej główce i lekko wywiniętym rondzie. Latem noszono także słomiane kapelusze, a w chłodniejsze dni czapki z futra. Koszula męska była szyta według kroju przyramkowego. Za wykończenie przy szyi służył niewielki, wywijany kołnierzyk, który zapinano na guzik. Rękawy były proste i przymarszczone przy wąskich mankietach. Koszule świąteczne szyto według tego samego wzoru, używano tylko lepszych gatunkowo materiałów – na co dzień stosowano samodziałowy len, a na święta cienkie tkaniny bawełniane albo lniane produkcji fabrycznej. 
W warmińskim stroju kamizelką nazywano także zwykły kaftan z rękawami. Do szycia kaftanów wykorzystywano przede wszystkim materiały wełniane i bawełniano-wełniane, a dominującymi kolorami były odcienie niebieskiego, granatowego, ciemnoczerwonego, zielonego i brązowego. Z przodu kaftana przyszywano osiem metalowych guzików. Kamizelki bez rękawów zaczęto nosić w późniejszym okresie. Kamizelki były przeważnie czerwone, z dwiema kieszonkami na przedzie. Początkowo kamizelki były noszone z jednolitego materiału, ale w końcu zaczęto nosić je według mody miejskiej, zastępując plecy podszewką. 
Biedniejsi mieszkańcy nosili sukmany z lnianego samodziału, bogatsi natomiast z sukna. Najpopularniejszym kolorem sukman był niebieski, granatowy, zielony i brązowy. Spodnie szyto według dwóch wzorów. Buksy zestawiano z białymi pończochami i płytkimi pantoflami ze skóry, a do portek zakładano buty z wysokimi cholewami. Skórzane buty noszono tylko od święta, na co dzień chodzono boso albo w chodakach.